# لیگ برتر بسکتبال زنان ایران ۱۳۹۶

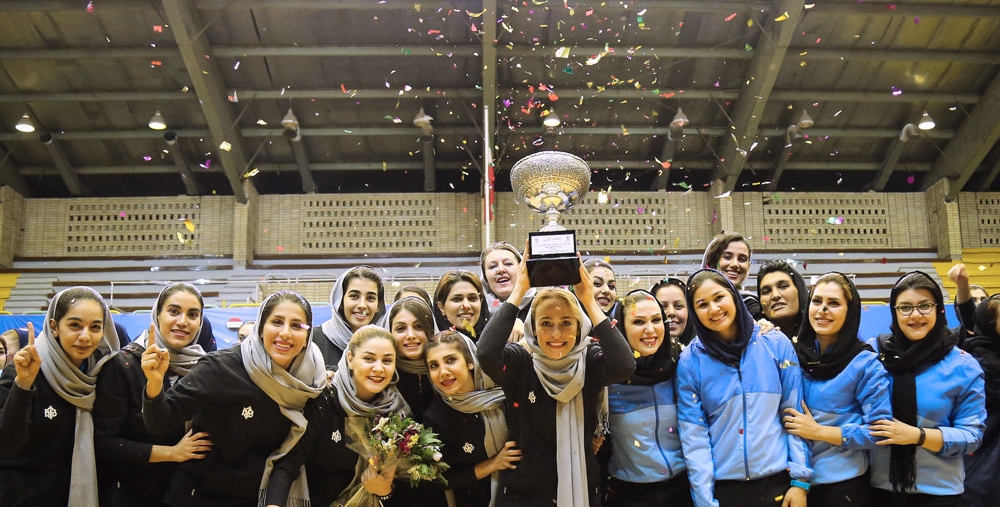
تیم پالایش نفت آبادان قهرمان لیگ ۱۳۹۶، جام قهرمانی بر دستان کاپیتان تیم مژگان خدادادی.

لیگ برتر بسکتبال زنان ایران ۱۳۹۶ شانزدهمین دورهٔ لیگ برتر بسکتبال زنان ایران بود که در ۱۸ اسفند ۱۳۹۶ به پایان رسید. پالایش نفت آبادان قهرمان این دوره از مسابقات شد. تیم‌های گروه بهمن، گاز تهران و ساسان کرمان به ترتیب به مقام‌های دوم تا چهارم رسیدند.

## رده‌بندی پایانی
| رتبه | تیم               | امتیاز |
| ---- | ----------------- | ------ |
| ۱    | پالایش نفت آبادان |        |
| ۲    | گروه بهمن         |        |
| ۳    | گاز تهران         |        |
| ۴    | ساسان کرمان       |        |

## مراسم بهترین‌های فصل
مراسم بهترین‌های فصل ب نام فستیوال سبد طلایی در تیرماه ۱۳۹۷ برگزار شد.
کاندیداهای با ارزش‌ترین بازیکن فصل عبارت بودند از مژگان خدادادی (پالایش نفت آبادان)، معصومه اسماعیل‌زاده (پالایش نفت آبادان) و سعیده علّی (گروه بهمن) که در نهایت معصومه اسماعیل‌زاده از تیم پالایش نفت آبادان جایزه ارزشمندترین بازیکن فصل را دریافت کرد. تیم منتخب فصل به انتخاب فدراسیون عبارت بود از: شادی عبدالوند (ساسان کرمان)، مژگان خدادادی (پالایش نفت آبادان)، معصومه اسماعیل‌زاده (پالایش نفت آبادان)، سارا اعتماد (گروه بهمن)، گلشید امیدیان (شرکت ملی گاز).
کاندیداهای برترین سرمربی زن فصل عبارت بودند از فرانک طیاری از شرکت ملی گاز تهران، سپیده جعفری از هیئت بسکتبال اصفهان و پوران عباسی از ساسان کرمان. در نهایت تندیس طلایی به فرانک طیاری رسید.